# Comitê de Futebol de São Martinho
O Comitê de Futebol de São Martinho (em francês: Comité de Football des Îles du Nord) é o órgão dirigente do futebol em São Martinho, a metade norte da ilha de São Martinho sob controle da França. É o responsável pela organização dos campeonatos disputados no país, bem como da Seleção.